# Despicable Me 4
Despicable Me 4 (titulada Mi villano favorito 4 en Hispanoamérica y Gru 4: Mi villano favorito en España) es una película de comedia animada estadounidense producida por Illumination y distribuida por Universal Pictures. Sirve como secuela de Despicable Me 3 (2017), la cuarta entrega principal y la sexta entrega en general de la franquicia. La película está dirigida por Chris Renaud, codirigida por Patrick Delage (en su debut como director), producida por Chris Meledandri y escrita por Mike White y Ken Daurio. Está protagonizada por las voces de Steve Carell, Kristen Wiig, Miranda Cosgrove, Dana Gaier, Madison Polan, Will Ferrell, Sofía Vergara, Joey King, Stephen Colbert, Chloe Fineman, Pierre Coffin y Steve Coogan.
El desarrollo de una cuarta película de Despicable Me comenzó en septiembre de 2020 y se confirmó oficialmente en febrero de 2022 con Renaud, Delage y White como director, codirector y escritor, respectivamente. La producción estaba en marcha en junio de 2022.
Despicable Me 4 se estrenó en los cines de Los Estados Unidos el 3 de julio de 2024.
El 28 de enero se presentó el primer tráiler.

## Argumento
En la escuela de crimen Lycée Pas Bon, Gru acude a una reunión fiestera donde visita a su archirrival Máxime Le Mal, quien se harta de que le robó su puesto en un concurso de talentos y hace inventos con forma de cucaracha. Gru y la AVL lo arrestan, pero éste, junto con la ayuda de su mejor amiga y novia Valentina, decide vengarse de él y su familia y escapa de la prisión. Silas Piestraserón regresa de su retiro y les pide a la familia Gru, junto con un nuevo miembro, Gru Junior, que vayan a una casa nueva y que adopten nuevos nombres; para Gru: Chuy Godinovski, empleado de paneles solares, para Lucy: Petunia Godinovski, peluquera, y para Margo, Edith y Agnes, Bree, Blair y Britney Godinovski. Se encuentran junto con nuevos vecinos, Perry y Patsy Prescott, y su hija de 14 años Poppy. Lucy empieza con su primer trabajo de cabello, pero accidentalmente quema el cabello de una señora y luego, comienza a vengarse de ella y a perseguirla en un supermercado. Poppy, una aspirante a criminal, comienza a revelar la verdadera identidad de Gru, amenazándole en que la ayude en un asalto en Lycée Pas Bon para robar la mascota de la escuela, Lenny el tejón, pero Gru se niega y Poppy se vuelve dura e implacable.

## Reparto
- Steve Carell como Gru Felonious, un ex-supervillano convertido en agente de la Liga Anti-Villanos, el esposo de Lucy,[3]padre adoptivo de Margo, Edith y Agnes, y padre biológico de Gru Jr.
- Kristen Wiig como Lucy Wilde, una agente de la Liga Anti-Villanos, la esposa de Gru, madre adoptiva de las niñas, y madre biológica de Gru Jr.[3]
- Will Ferrell como Maxime Le Mal, un supervillano  con acento francés que quiere vengarse de su archirrival Gru y su familia por robarse su puesto en un concurso de talentos.[3]
- Pierre Coffin como los Minions, los secuaces amarillos de Gru.[3]
- Miranda Cosgrove como Margo, la hija mayor adoptiva de Gru y Lucy.[3]
- Dana Gaier como Edith, la hija mediana adoptiva de Gru y Lucy.[3]
- Madison Polan como Agnes, la hija menor adoptiva de Gru y Lucy. Fue previamente interpretada por Nev Scharrel en la tercera película y en dos cortometrajes.[3]
- Joey King como Poppy Prescott, una aspirante a criminal.[6][3]
- Sofía Vergara como Valentina, la prometida de Maxime Le Mal.[3]
- Chloe Fineman como Patsy Prescott, la madre de Poppy y esposa de Perry.
- Stephen Colbert como Perry Prescott, el padre de Poppy y esposo de Patsy.
- Chris Renaud como Übelschlecht, la desquiciada anciana directora de Lycée Pas Bon.

Además, Laraine Newman aparece como Melora, una clienta del salón de belleza cuyo cabello Lucy accidentalmente quema, y John DiMaggio interpreta a Karl, un chófer de autobús de la LAV.

### Doblaje
| Personaje         | Actor de Voz original | Actor de Voz en España  | Actor de Voz en Latinoamérica |
| ----------------- | --------------------- | ----------------------- | ----------------------------- |
| Gru               | Steve Carell          | Florentino Fernández    | Andrés Bustamante             |
| Lucy Wilde        | Kristen Wiig          | Patricia Conde          | Andrea Legarreta              |
| Maxime Le Mal     | Will Ferrell          | Dani Martínez           | Alexandre Doyhamboure         |
| Valentina         | Sofía Vergara         | Alejandra Muñoz         | Erica Edwards                 |
| Margo             | Miranda Cosgrove      | Paula Ribó              | Monserrat Mendoza             |
| Edith             | Dana Gaier            | María Peinado           | Mia Briseño                   |
| Agnes             | Madison Polan         | Lucía Balas             | Ali Mercado                   |
| Poppy Prescott    | Joey King             | Elena Jimenez           | María Becerra                 |
| Minions           | Pierre Coffin         | Pierre Coffin           | Pierre Coffin                 |
| Sensei O'Sullivan | Brad Ableson          | Sin identificar         | Mau Pérez                     |
| Melora            | Laraine Newman        | Yolanda Pérez Segoviano | Yolanda Vidal                 |
| Karl              | John DiMaggio         | Por identificar         | Humberto Vélez                |

## Producción
El desarrollo de Despicable Me 4 comenzó desde 2017.  La película se confirmó oficialmente en febrero de 2022, con Chris Renaud, Patrick Delage y Mike White como director, codirector y escritor respectivamente, y se confirmó una fecha de estreno en julio de 2024.   La producción comenzó en junio de 2022 y Steve Carell comenzó a grabar su voz después de un "par de sesiones". 

## Estreno
Despicable Me 4 se estrenó en los Estados Unidos el 3 de julio de 2024. 
La película también tuvo su estreno dos semanas antes en territorios como Argentina, Nueva Zelanda y demás, además de un preestreno en Panamá que se desarrolló el fin de semana del 29 y 30 de junio, que incluyó boletos coleccionables para las personas que fueron a ver la película en ese periodo de tiempo y en formatos especiales por parte de la cadena de cines mexicana Cinépolis. mientras que en Venezuela y Uruguay la película adelantó su estreno al 27 de junio 
Como parte del acuerdo de Universal con Netflix, la película se transmitirá en Peacock durante los primeros cuatro meses de la ventana de televisión de pago, antes de pasar a Netflix durante los próximos diez y regresar a Peacock durante los cuatro restantes.  

## Recepción

### Recepción financiera
La película se estrenó en dos semanas antes de su estreno mundial general en territorios como: Argentina, Uruguay, Australia, Nueva Zelanda, entre otros, incluyendo un preestreno en Panamá efectuado el fin de semana del 29 y 30 de junio, la película hasta ese momento la película había recaudado poco más de 25 millones de dólares
internacionalmente. A partir del 3 de julio, la película se estrenó en Estados Unidos y Canadá, recaudando 25 millones de dólares en su primer día. Hasta el 15 de diciembre ha recaudado un total de 969,1 millones de dólares en todo el mundo.

### Recepción crítica
La película recibió reseñas mixtas de parte de la crítica, y positivas de parte de la audiencia. En CinemaScore, las audiencias encuestadas le dieron una “A” de la escala del A+ a F.
Brandon Yu del portal de noticias The New York Times hizo una reseña negativa de la película diciendo: Aún queda diversión ocasional y un presupuesto que claramente se aprovecha, pero parece que estamos aquí principalmente para mantener a la mina de oro de los Minions en marcha. Pedro Bradshaw
del periódico inglés The Guardian le dio 3 estrellas de 5 en su reseña mencionando: No es una obra maestra y nadie necesita Mi villano favorito 5, pero ser modestamente disfrutable no es fácil. Siddhant Adlakha del sitio IGN le dio a la película un 5 de 10 destacando la detallada animación, pero diciendo en su veredicto: Más que una película, Mi villano favorito 4 es una exhibición de Minions interrumpida por Gru y su familia. No hay dos partes de la película que realmente se conecten, pero están unidas por el pegamento que son las mascotas de Illumination que hablan sin sentido, ahora en su decimoquinto año de usar frases pegadizas en la sección de frutas y verduras y golpearse entre sí.

## Premios y nominaciones
| Año  | Premio                          | Categoría                                  | Nominados                                | Resultado | Ref.   |
| ---- | ------------------------------- | ------------------------------------------ | ---------------------------------------- | --------- | ------ |
| 2025 | Nickelodeon Kids' Choice Awards | Película animada favorita                  | Despicable Me 4                          | Nominado  | [ 15 ] |
| 2025 | Nickelodeon Kids' Choice Awards | Voz masculina favorita de película animada | Steve Carell por su voz para Gru         | Nominado  | [ 15 ] |
| 2025 | Nickelodeon Kids' Choice Awards | Voz masculina favorita de película animada | Will Ferrell y su voz para Maxime Le Mal | Nominado  |        |